# Йохансен, Юлиус
Юлиус Граунгор Йохансен (дат. Julius Graungaard Johansen; род. 13 сентября 1999, Блоустрёд, Фредериксборг)  — датский профессиональный трековый и шоссейный велогонщик.

## Достижения

### Трек
2016
1-й  Чемпион Дании — Командная гонка преследования
1-й  Чемпион Дании — Индивидуальная гонка преследования (юниоры)
2-й  Чемпионат мира (юниоры)  — Командная гонка преследования
3-й  Чемпионат мира (юниоры)  — Омниум
2017
1-й  Чемпион мира (юниоры) — Омниум
1-й  Чемпион мира (юниоры) — Мэдисон (вместе с Матиасом Ларсеном
1-й Кубок мира по трековым велогонкам — Командная гонка преследования  (вместе с Никласом Ларсеном,Фредериком Мадсеном, Каспером Педерсоном), Кали, Колумбия
1-й Кубок мира по трековым велогонкам — Мэдисон, Лос-Анджелес, США
1-й  Чемпион Дании — Мэдисон (вместе с Матиасом Кригбаумом)
2-й  Чемпионат мира (юниоры)  — Командная гонка преследования
2-й  Чемпионат Европы — Омниум
2-й Кубок мира по трековым велогонкам — Командная гонка преследования, Манчестер, Великобритания
2-й Чемпионат Дании — Командная гонка преследования
3-й Чемпионат Дании — Гит на 1 км
3-й Чемпионат Дании — Индивидуальная гонка преследования
3-й Чемпионат Дании — Гонка по очкам
3-й Чемпионат Дании — Скрэтч
10-й Чемпионат мира — Командная гонка преследования
2018
2-й  Чемпионат мира — Командная гонка преследования

### Шоссе
2015
1-й - Индивидуальная гонка Европейский юношеский Олимпийский фестиваль
2016
1-й — Этапы 1 и 2 (ИГ) Aubel-Thimister-Stavelot
4-й - Чемпионат мира — Индивидуальная гонка (юниоры)
2017
1-й  Чемпион мира — Групповая гонка (юниоры)
1-й  Чемпион Дании — Групповая гонка (юниоры)
1-й  Чемпион Дании — Индивидуальная гонка (юниоры)
1-й Trofeo der Gemeinde Gersheim — Генеральная классификация
1-й — Этап 3 (ИГ)
2-й  Чемпионат Европы — Индивидуальная гонка (юниоры)
6-й - Чемпионат мира — Индивидуальная гонка (юниоры)
2018
1-й  Чемпион Дании — Групповая гонка U23
1-й Олимпия Тур U23
5-й - Тур Дании — Генеральная классификация
1-й   — Молодёжная классификация